# Teluk Panji I
Teluk Panji I is een bestuurslaag in het regentschap Labuhan Batu Selatan van de provincie Noord-Sumatra, Indonesië. Teluk Panji I telt 1618 inwoners (volkstelling 2010).